# Stockholms gamla observatorium

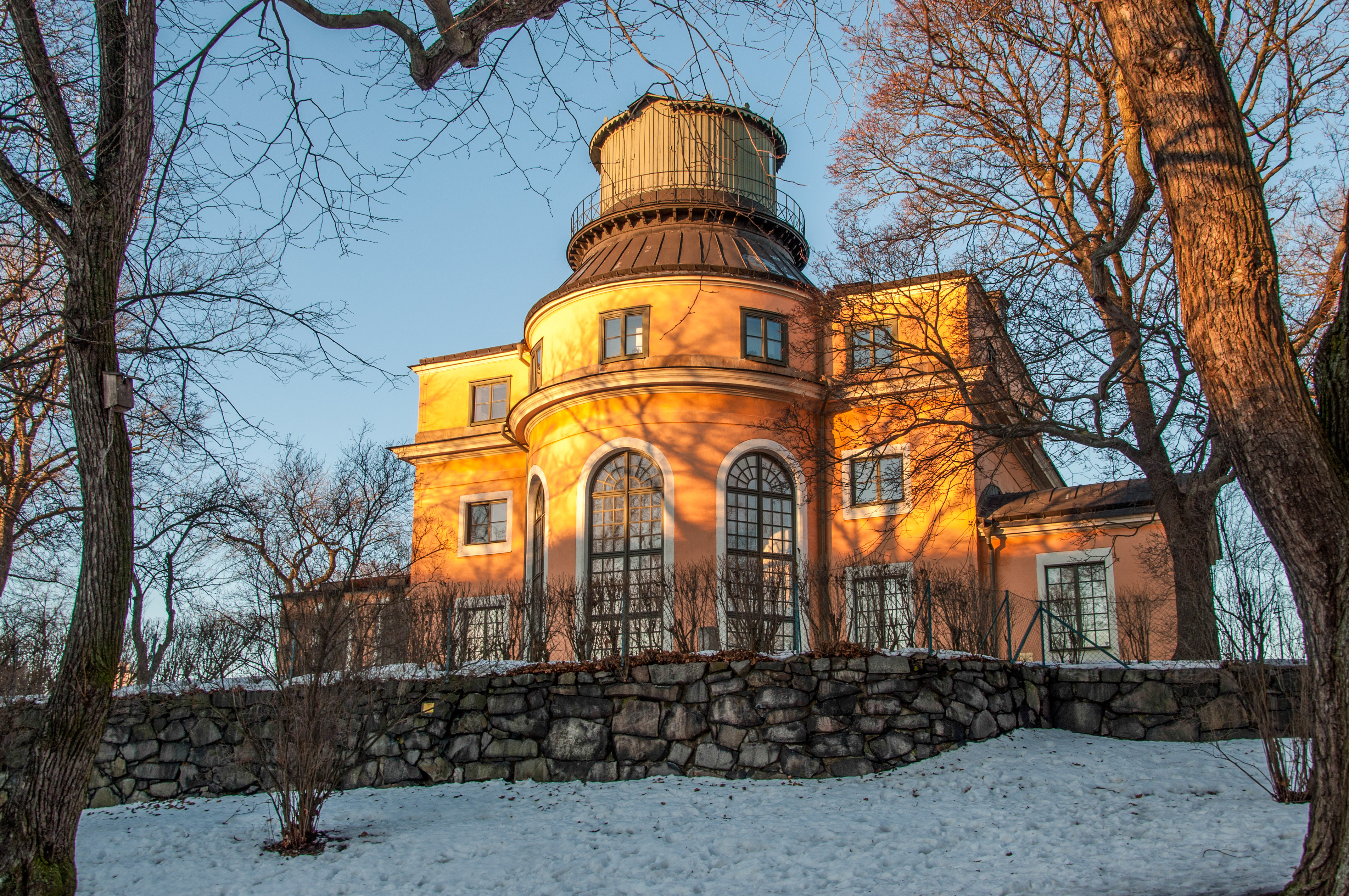
Stockholms gamla observatorium, fasaden mot syd 2011.

Observatoriet, eller Stockholms gamla observatorium, är ett tidigare observatorium och tidigare vetenskapshistoriskt museum, som ligger högst upp på Observatoriekullen i Vasastaden i Stockholm. 
Observatoriemuseet, som varit inrymt i byggnaden, har bland annat haft en världsunik temperaturslinga som visar medeltemperaturen under årets varmaste (juli) och kallaste (februari) månad från 1756 fram till idag. Observatoriemuseet stängdes i januari 2014.
Stockholms gamla observatorium har även ett nytt teleskop i det närbelägna Magnethuset, som Stockholms amatörastronomer använder för observationer. Stockholms gamla observatorium var Kungliga Vetenskapsakademiens första observatoriebyggnad. Den användes länge av universitetets naturgeografiska institution. Genom den höga mittkroppen får byggnaden sin karaktär. Byggnadens cirkulära rumsform avtecknar sig i fasadens utbuktning.
Sedan 1 april 2018 är Observatoriet åter i Stockholm stads ägo genom SISAB (Skolfastigheter i Stockholm AB).

## Historik

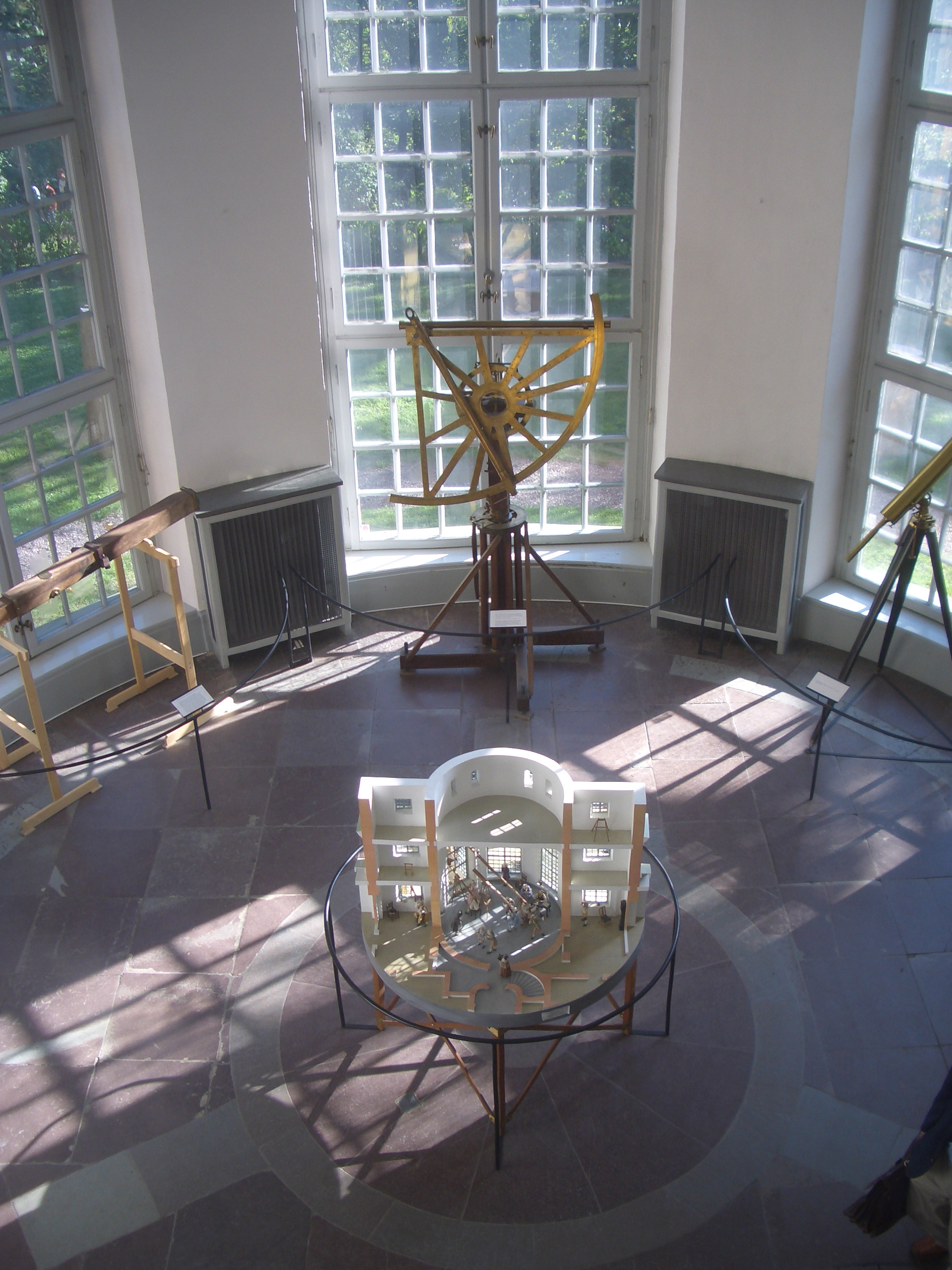
Det gamla observatorierummet som användes innan kupolen byggdes.

Byggnaden uppfördes av Kungliga Vetenskapsakademien mellan 1747 och 1753. Arkitekt var Carl Hårleman, som bodde på Drottninggatan i Hårlemanska huset. Den drivande kraften var akademiens sekreterare, Pehr Wilhelm Wargentin, som ibland kallas den svenska befolkningsstatistikens fader. År 1756 började han med meteorologiska och astronomiska observationer i observatoriet. 1838 byggdes ett magnethus. Tillbyggnad och nytt torn med kupol uppfördes 1875 av arkitekt Johan Erik Söderlund, och år 1881 byggdes flygeln.
En höjdpunkt i observatoriets historia är följandet av Venuspassagen den 6 juni 1761. Observationer ägde rum här fram till 1931, då verksamheten flyttades till det nybyggda observatoriet i Saltsjöbaden. Byggnaden såldes då till Stockholms stad, men Kungliga Vetenskapsakademien köpte tillbaka observatoriet från Stockholms stad 1999 för det låga priset 1,6 miljoner kronor och åtog sig då fortsatt drift av museet. April 2018 förvärvade SISAB fastigheten för 21 miljoner kronor och därmed är byggnaden återigen tillbaka i stadens ägo. Tillsammans med utbildningsförvaltningen och Vetenskapens hus ska Observatoriet öppnas upp för elever och lärare.
Fortfarande mäts dock temperaturen varje dag på platsen. 
Stockholms gamla observatorium har tidigare tjänat som nationell nollmeridian bland annat på Generalstabens kartor. Där anges positionen som 35° 43′ 19,5″ E Ferro, den tidens internationella nollmeridian. Numera används dock endast Greenwich för ändamålet, och nollmeridianen vid Stockholms gamla observatorium ligger 18° 3′ 29,8″ O om Greenwich.
I Meridianrummet fastställdes länge vad som skulle gälla som Stockholms lokaltid. På 1820-talet flyttade man vid en omdisposition av lokalerna dessa observationer till ett angränsande rum med ett nyanskaffat teleskop. I princip ruckades därmed lokaltiden en aning, men det var så lite att det inte hade någon betydelse för den breda allmänheten. Svensk tid definierades lite senare som medelsoltiden för meridianen 3° väster om Stockholms nollmeridian. Dessa dagliga observationer för att fastställa lokaltid och även svensk tid pågick ända till 1900 då man övergick till att basera den svenska tiden på GMT, Greenwich Mean Time - svenska tiden fick då ändras 14 sekunder.

## Bilder byggnad

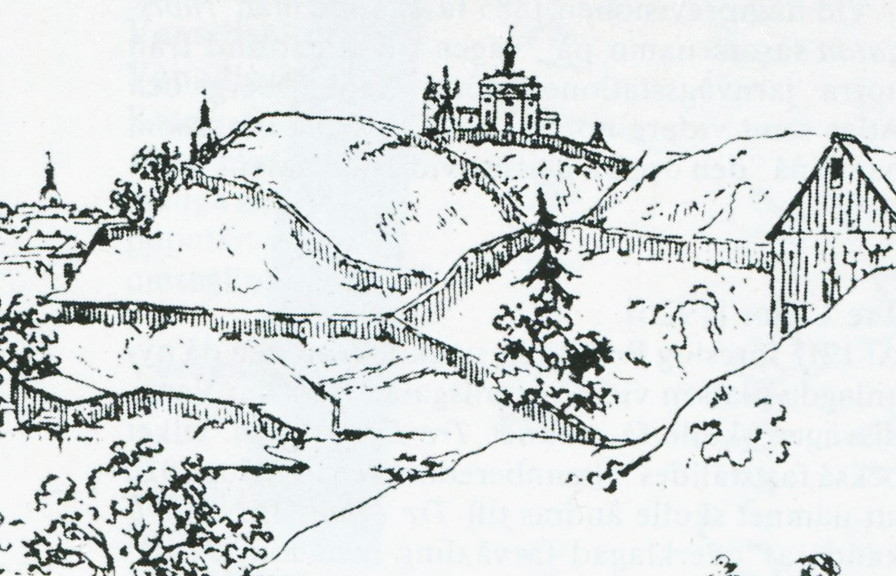
Stockholms observatorium och kvarn 1790-tal
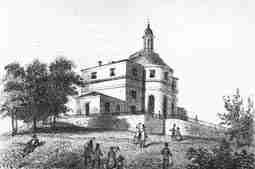
Observatoriet år 1858 innan kupolen byggdes.
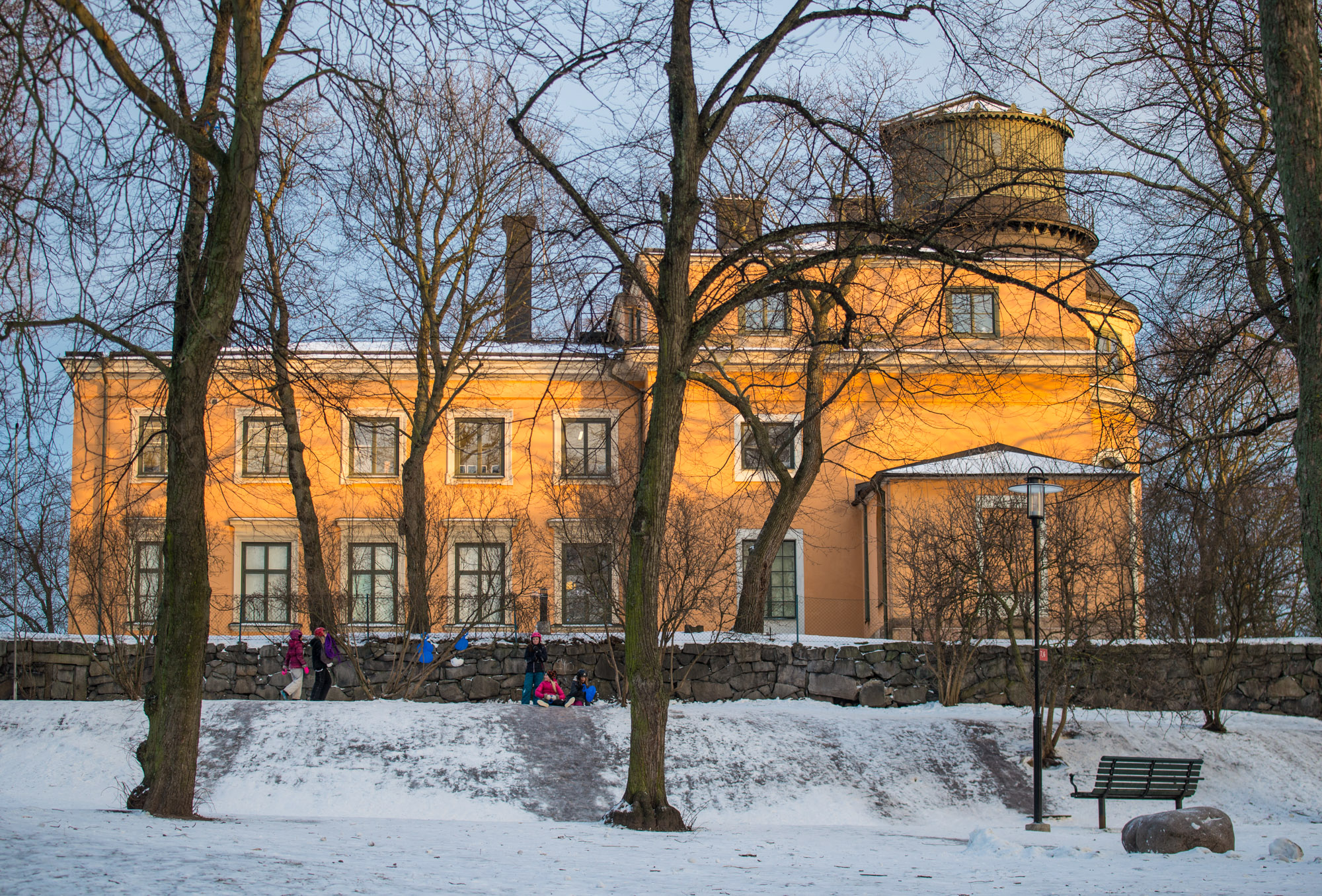
Fasaden mot väst 2016.
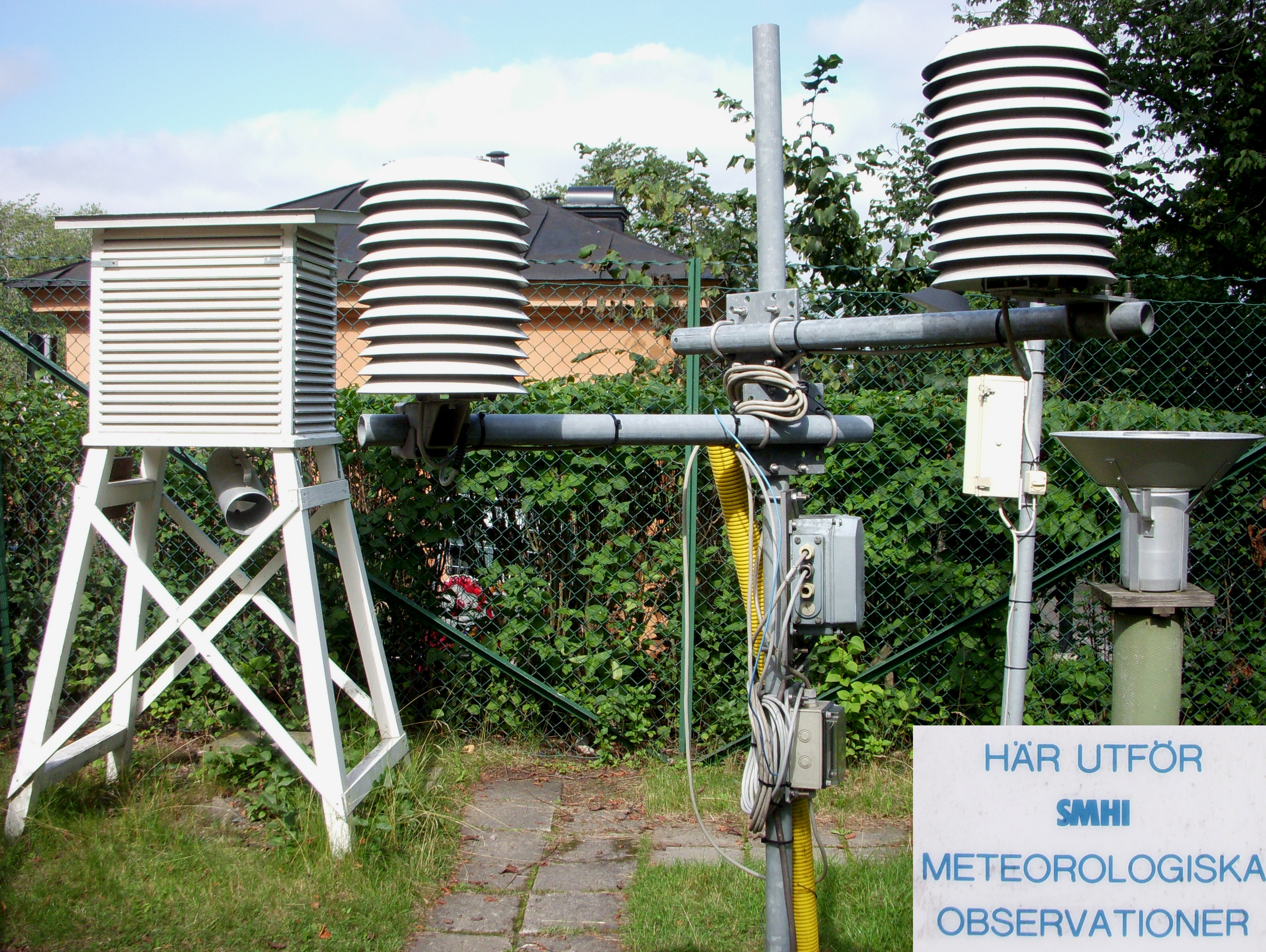
SMHI:s mätstation, 2011.

## Observatoriemuseet

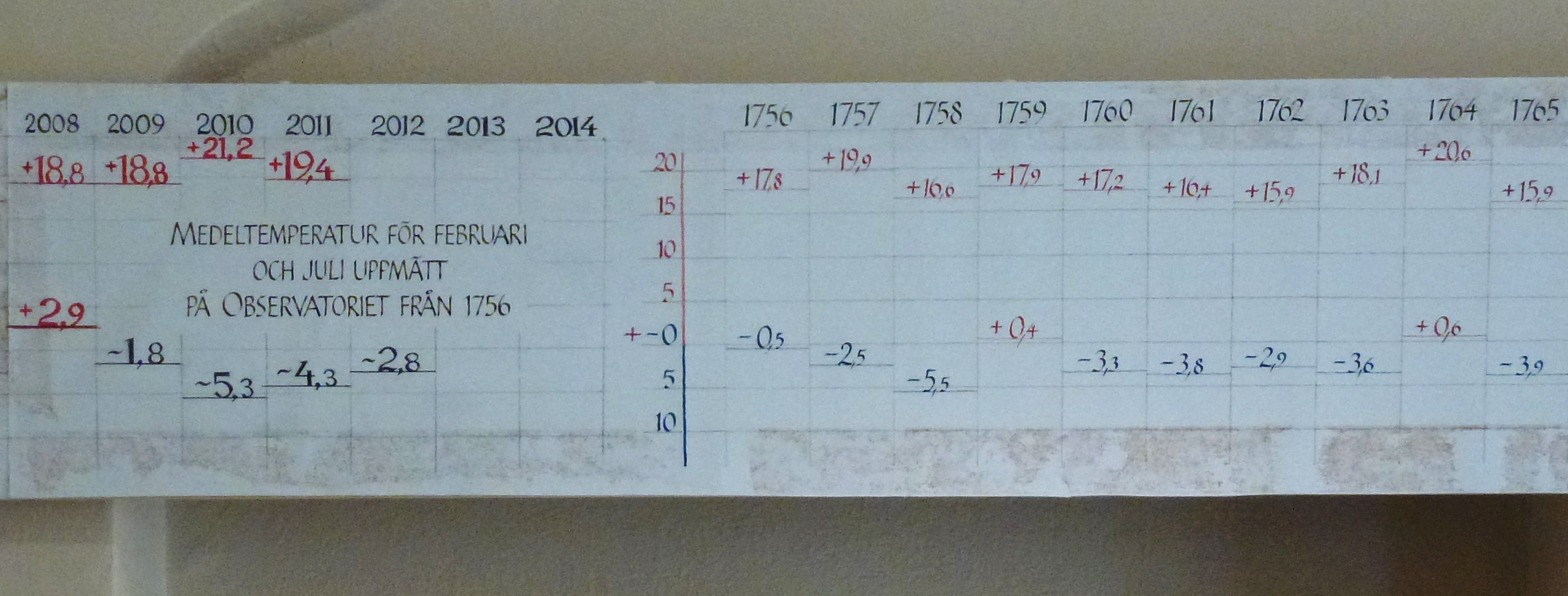
Temperaturslingans början (1756) och slut

År 1991 invigdes Observatoriemuseet i byggnaden. Här visades permanenta och tillfälliga utställningar. Till den permanenta utställningen hörde bland andra Wargentins arbetsrum, Gamla och nya meridianrummet, Observationssalen, Klockrummet, Naturaliekabinettet samt Väderlekskammaren.
I Väderlekskammaren finns en temperaturslinga som visar medeltemperaturen under årets varmaste (juli) och kallaste (februari) månad från 1700-talet fram till idag. Wargentin började de mätningar på observatoriet som pågår än idag. Tre gånger dagligen har temperatur och nederbörd mätts på observatoriet sedan 1756. Observatoriet är därför den enda plats i världen där vädret observerats kontinuerligt i drygt 250 år. Idag är det SMHI som står för mätningarna. SMHI har även en mätstation utanför byggnaden..
Observationskupolen högst uppe i byggnaden har idag ett teleskop som tillverkades av Zeiss 1910 och som ursprungligen var uppställt i observatoriet på Skansen. Hela kupolens överdel kan roteras med hjälp av en handvev. 
Observatoriemuseet, som drivits av Kungliga Vetenskapsakademien sedan 1999, stängdes den 4 januari 2014.

## Bilder från Observatoriemuseet

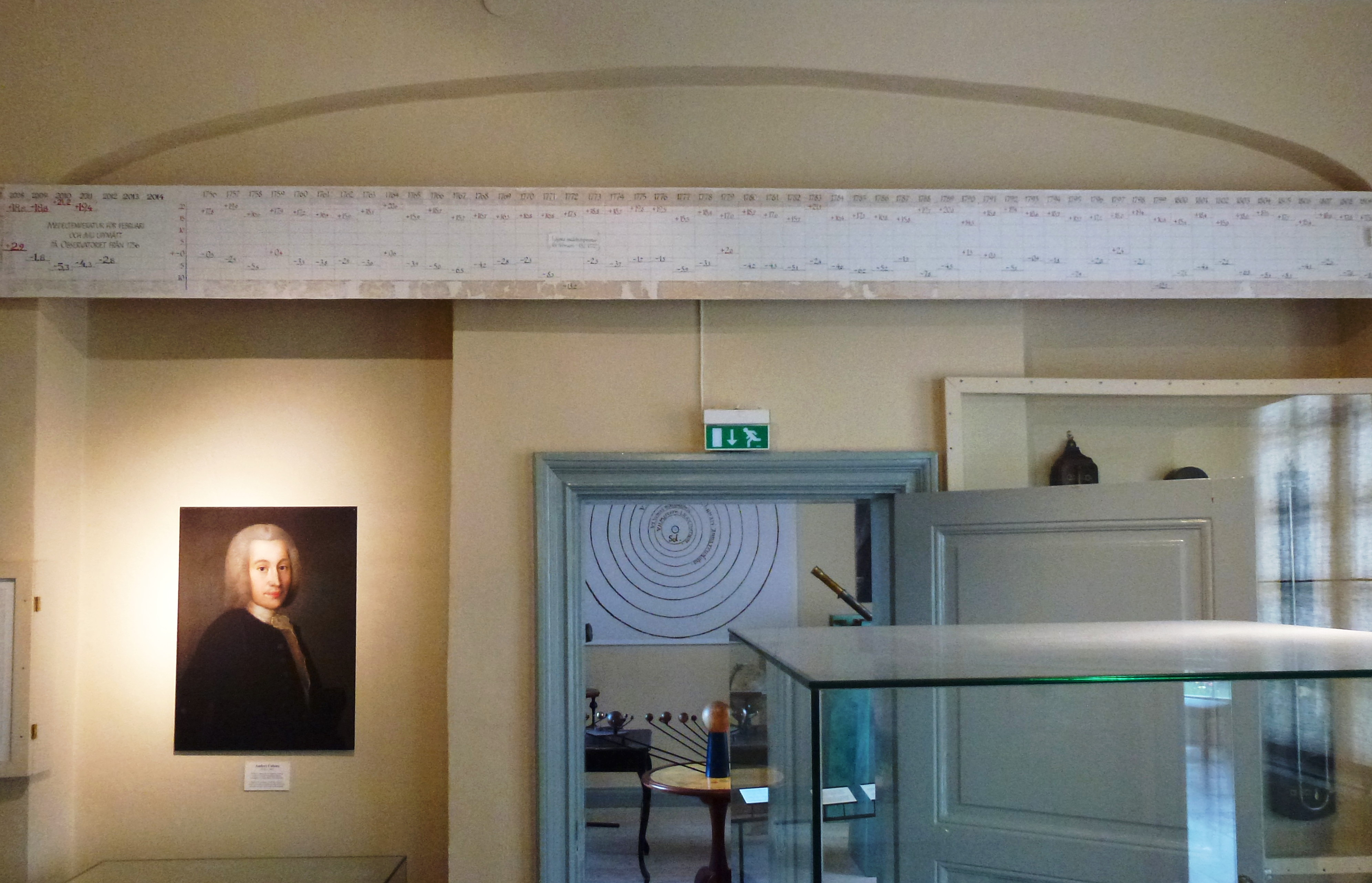
Temperaturslingan i väderkammaren
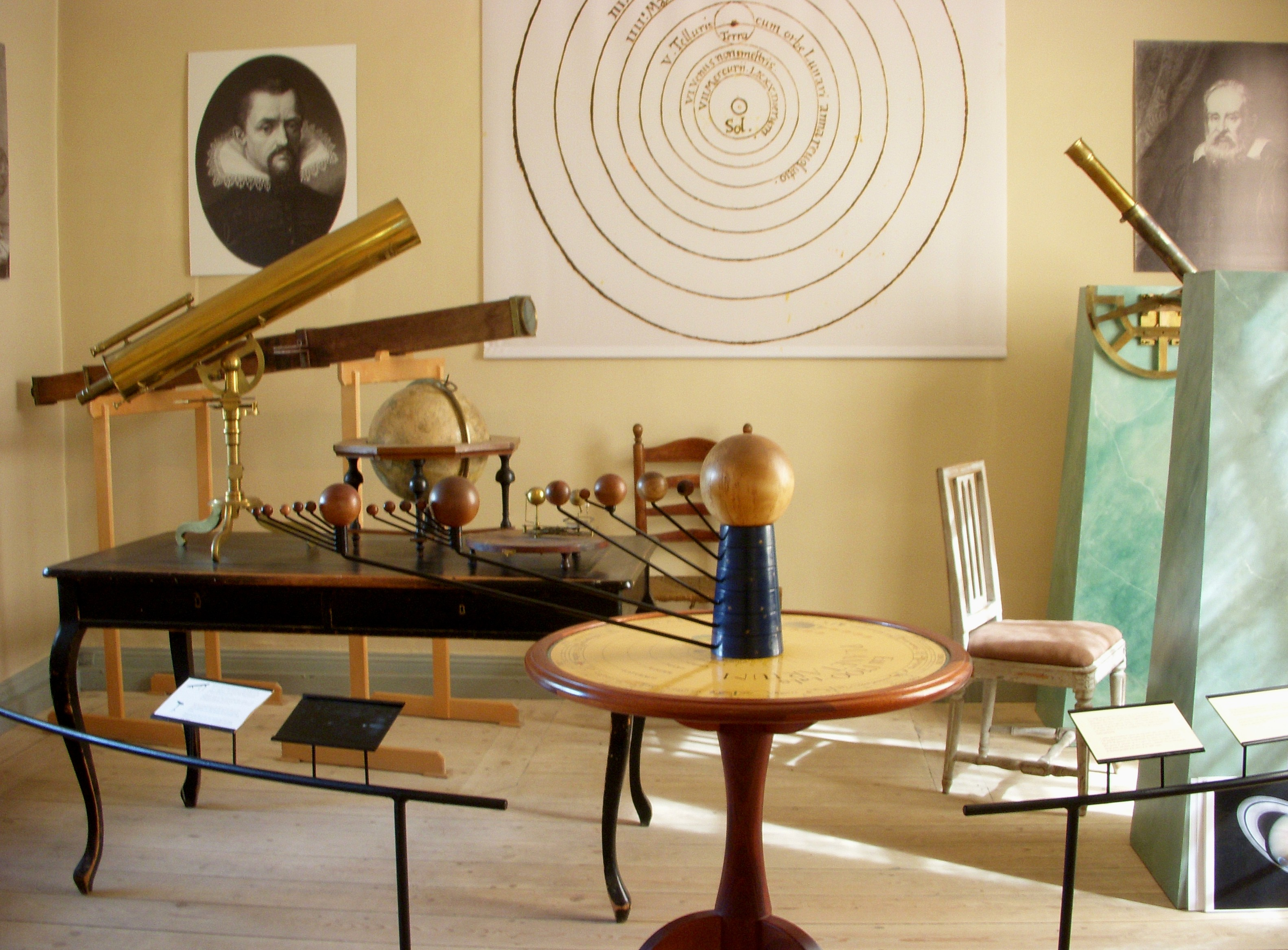
Gamla meridianrummet
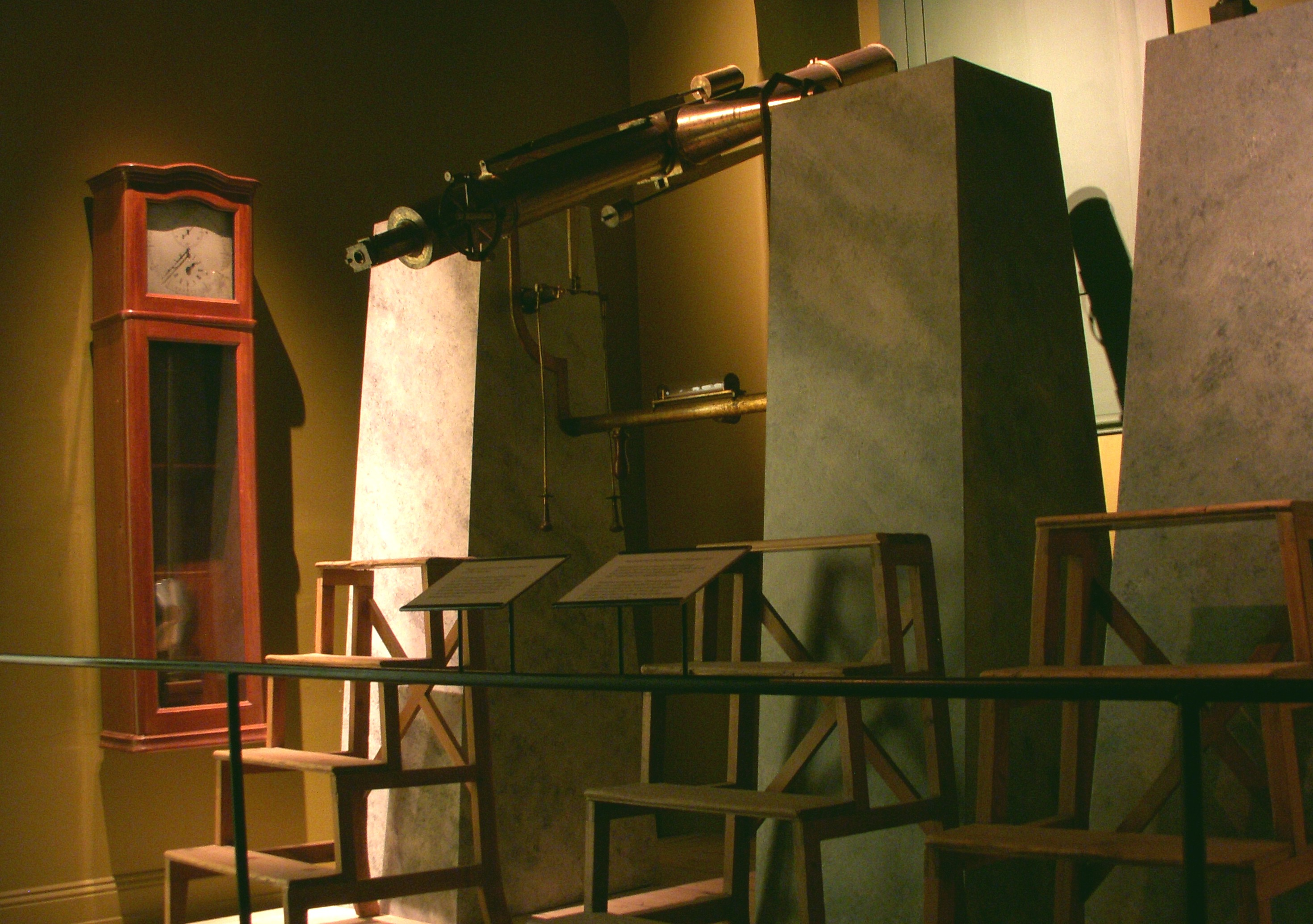
Nya meridianrummet
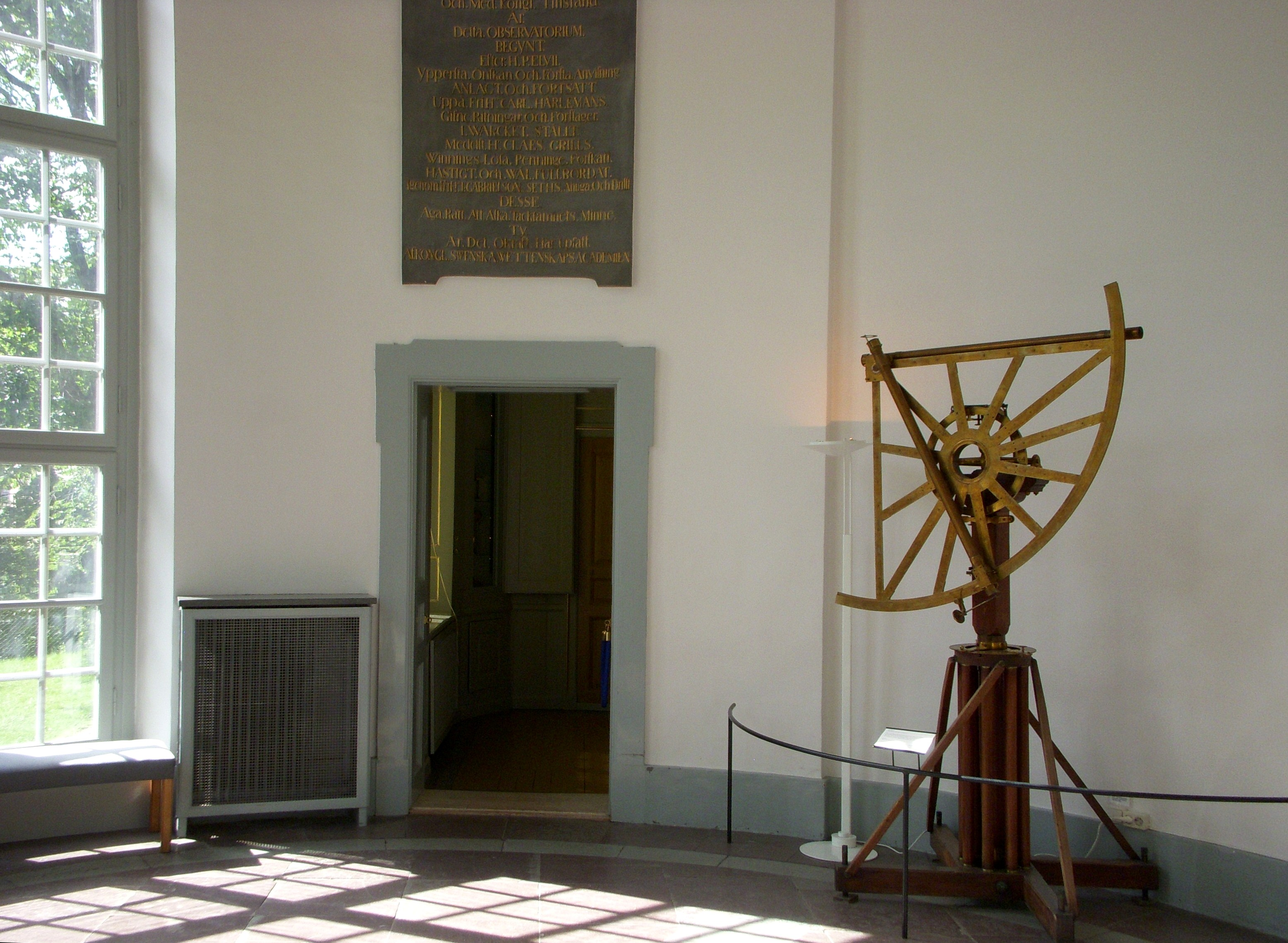
Observatoriesalen
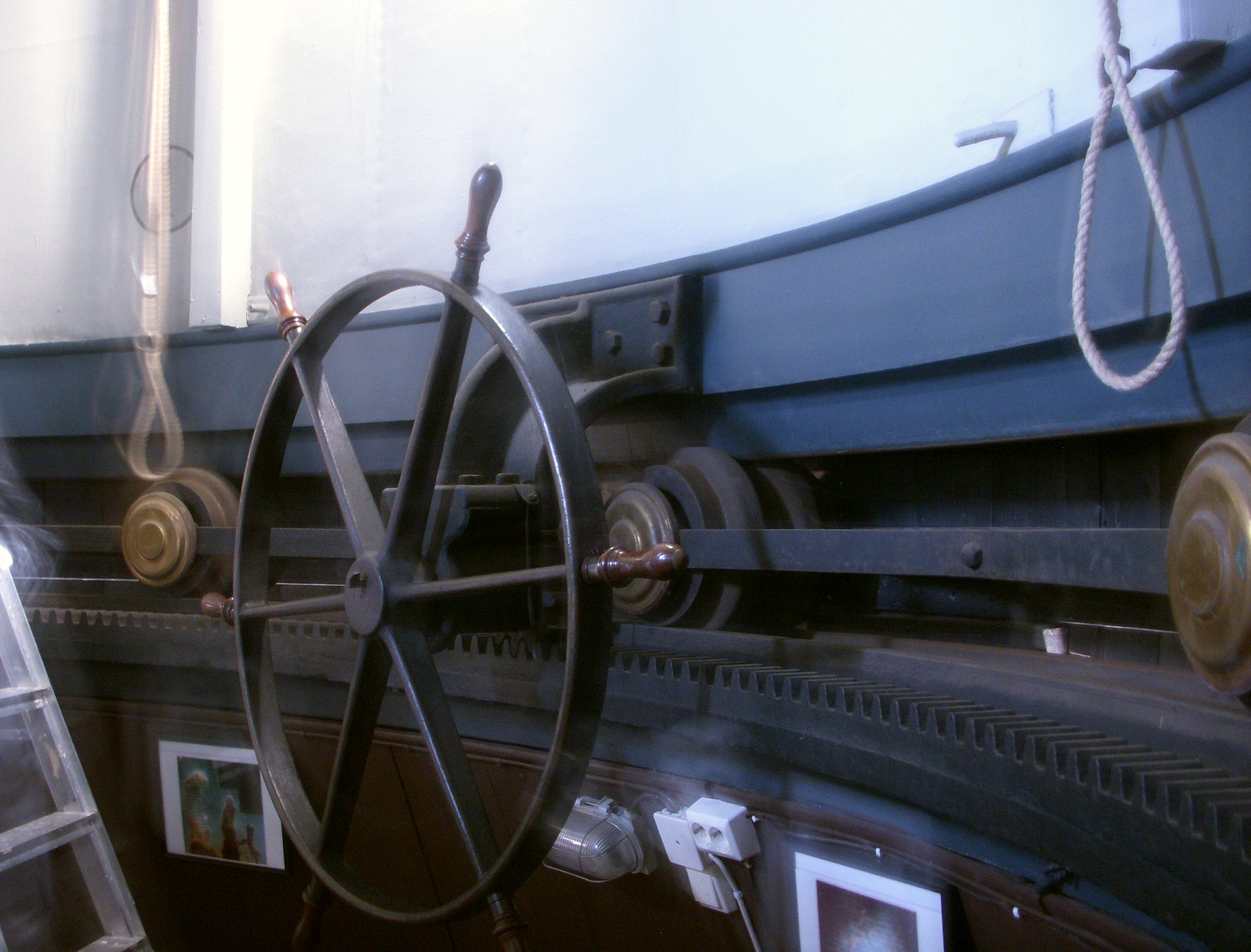
Kupolens handratt
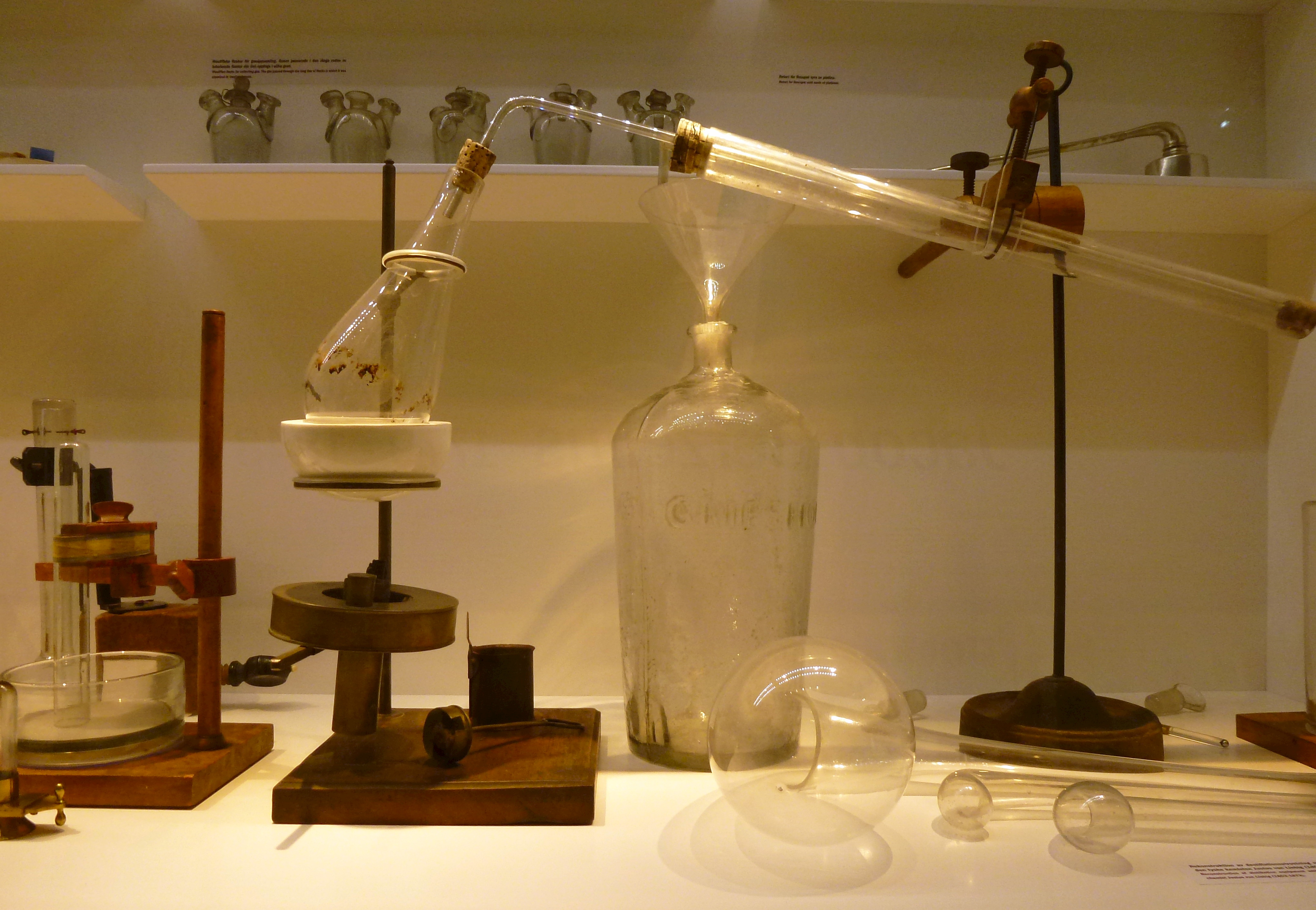
Liebigs försöksanordning (tillfällig utställning)
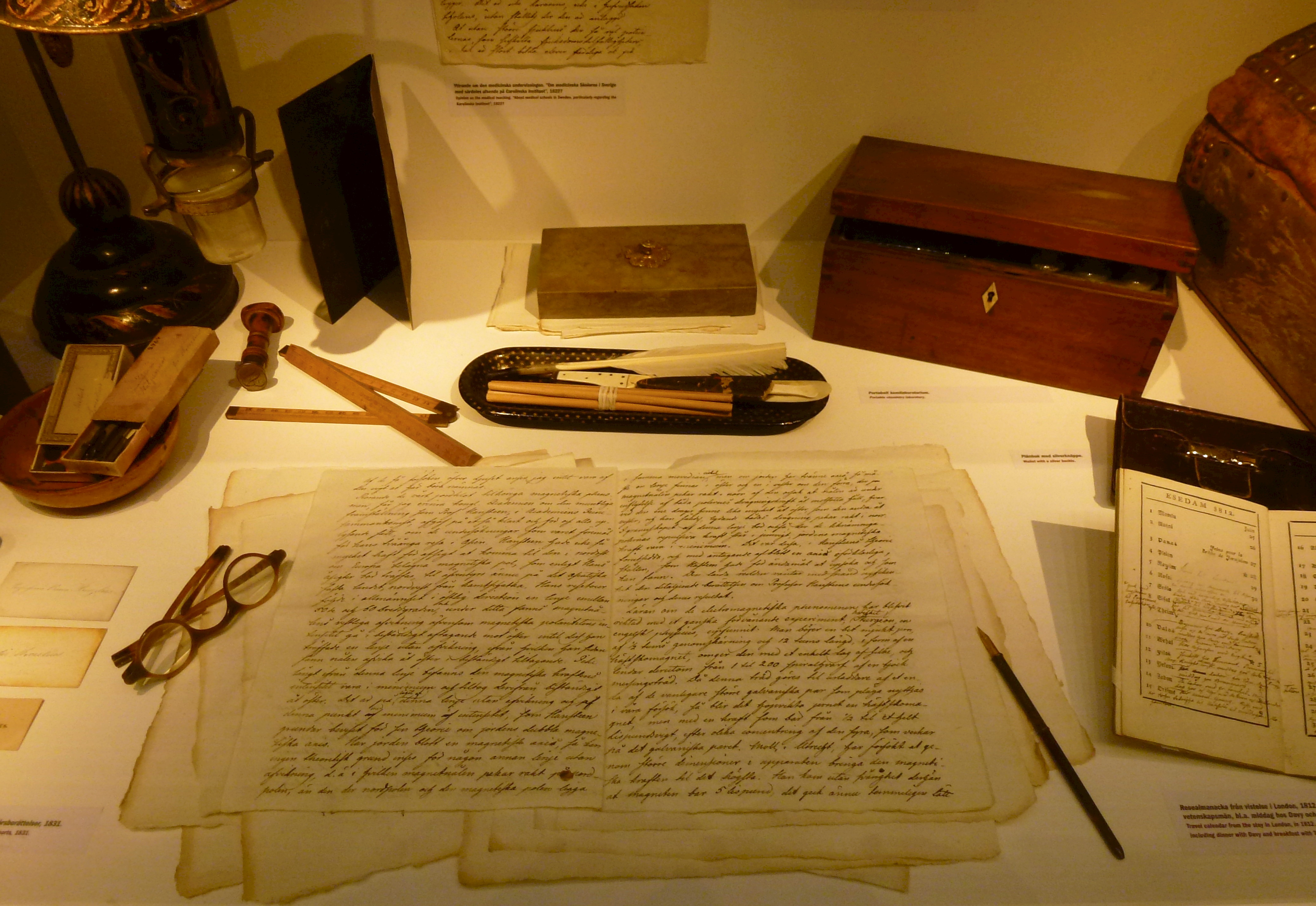
Berzelius skrivbord (tillfällig utställning)
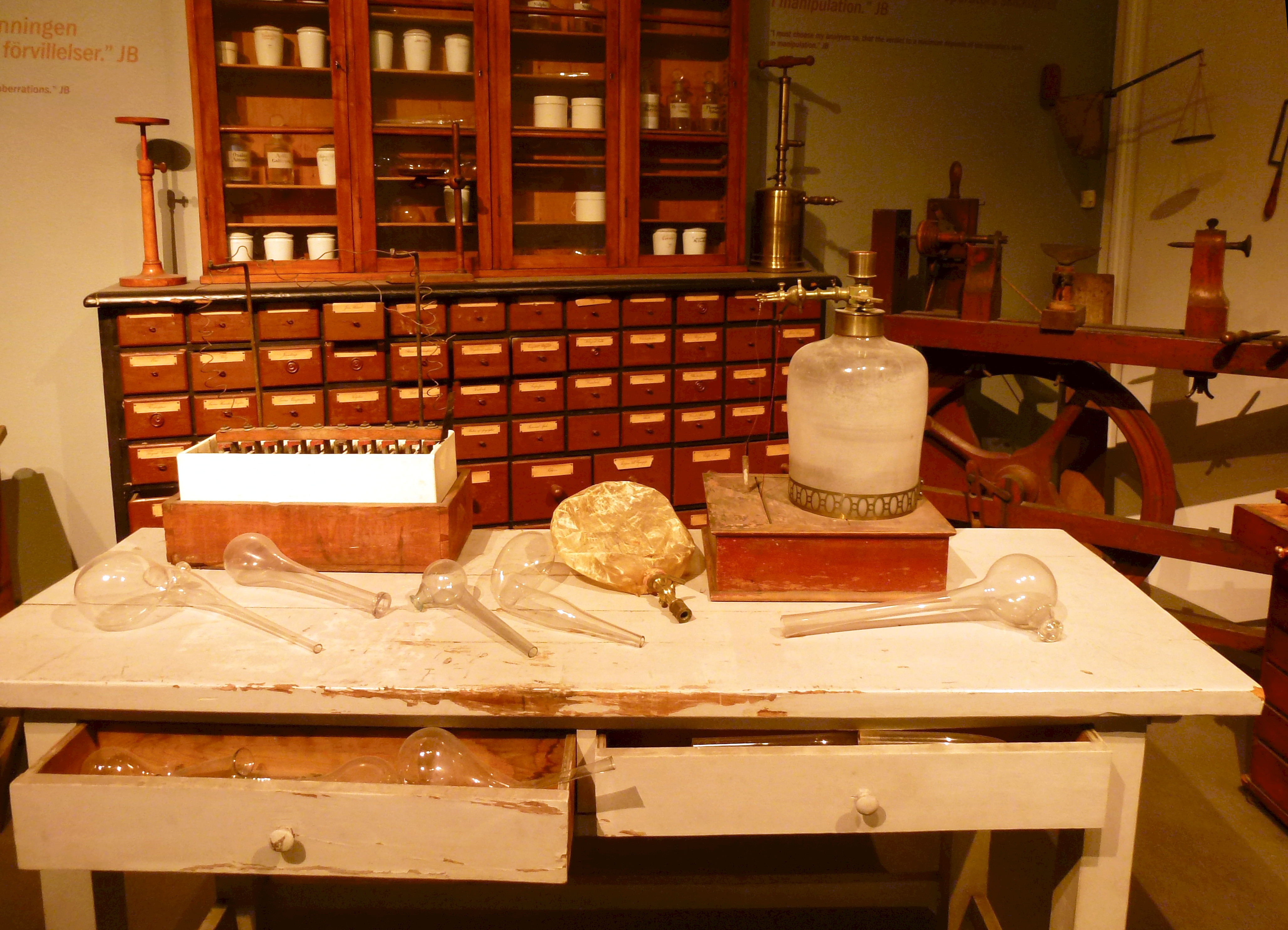
Berzelius experimentbord (tillfällig utställning)